# Можжевельник даурский

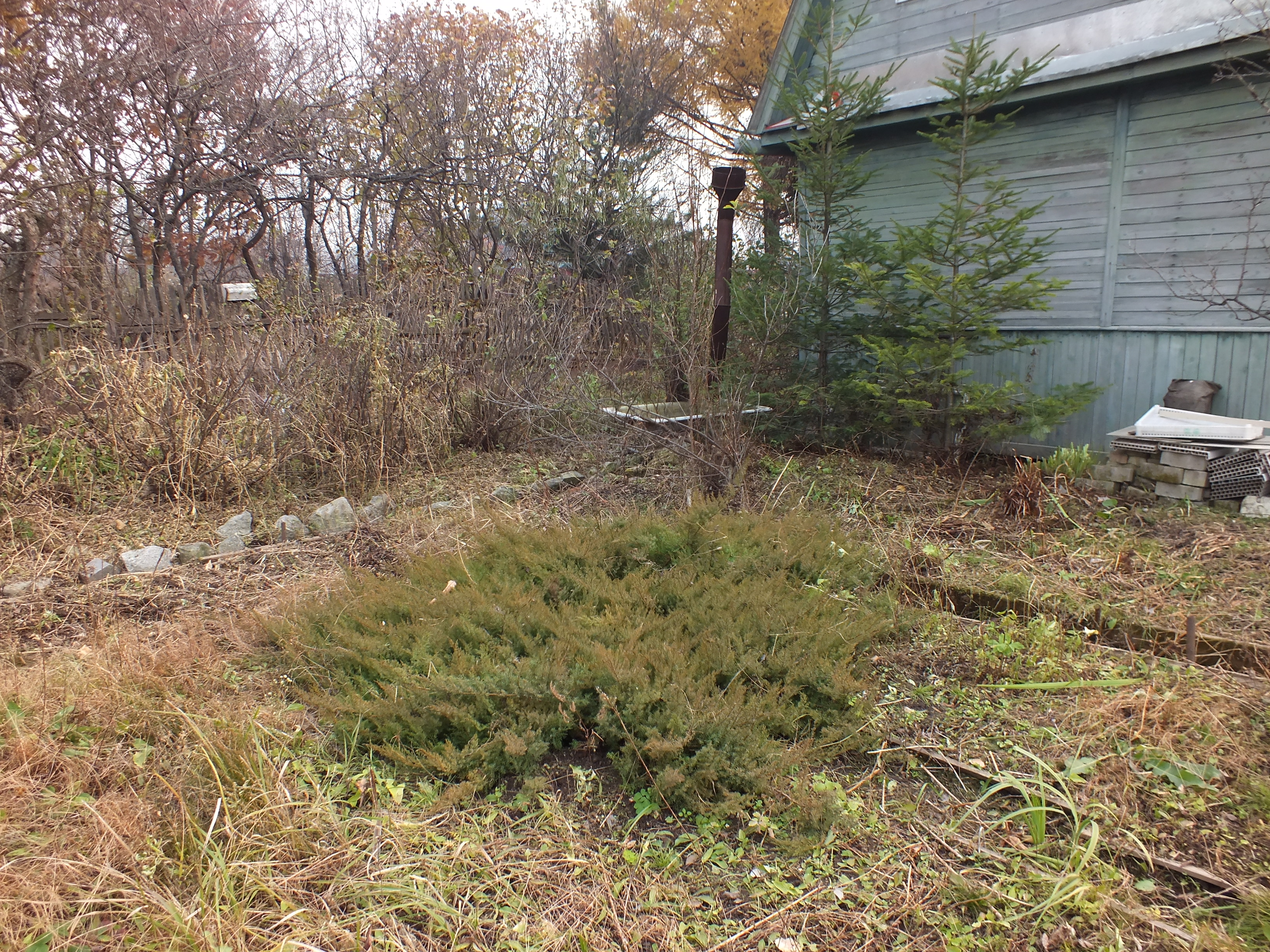
Можжевельник на даче, Хабаровский край.

Можжевельник даурский (лат. Juniperus davurica) — вид растений рода Можжевельник семейства Кипарисовые.
Впервые описание вида было опубликовано в 1789 году во второй книге Петера Симона Палласа «Flora Rossica».
Местные названия растения: русское — вереск каменный, нанайское — апа-нгкура́.

## Распространение и экология
Встречается в Северном Китае, Якутии, Забайкалье, северной Монголии, также произрастает в Приморском и Хабаровском крае, Амурской области.
В естественных условиях растёт небольшими группами, иногда одиночно на каменистых россыпях горных склонов, на гольцах, скалах, осыпях, в долинах рек, скалах морских берегов и песчаных дюнах.

## Ботаническое описание
Можжевельник даурский — вечнозелёный кустарник, со стелющимися или приподнимающимися ветвями, высотой до 0,5 м. Главный ствол растения обычно скрыт в верхнем слое почвы.
Побеги тонкие, длиной 2—3 м, имеют толщину у основания около 2 см. Достигают в возрасте 100 лет диаметра 5 см. Стелющиеся побеги в естественных условиях произрастания в местах соприкосновения с почвой способны укореняться. Кора серая, шелушащаяся. Растёт можжевельник даурский медленно, в пять лет достигает высоты 0,4 м и диаметра кроны 75 см.
Хвоя двух типов: игольчатая торчащая и ромбическая чешуевидная. Последний тип хвои обычно наблюдается на концах тех веток, которые в большей степени освещены солнцем. Игольчатая хвоя — светло-зелёная, собранная в мутовки по две, длиной 5-8 мм. На зиму хвоя буреет.
Плоды — шишкоягоды: одиночные, шаровидные, 5—6 мм в поперечнике, тёмно-бурые или тёмно-синие, с сизым налётом. Семена имеют яйцевидно-плодолговатую форму, в плоде их два или четыре, нередко они выступают из плода наружу.

## Хозяйственное значение и применение
Хвоя содержит около 2 % эфирного масла, а шишкоягоды можно использовать в ликёро-водочном производстве. Шишкоягоды съедобны.
Имеет в горах большое склоноукрепляющее значение.
В посадках весьма декоративен. Морозостоек. Светолюбив, но переносит незначительное затенение. Засухоустойчив, к почве нетребователен, может расти на самых бедных почвах со значительным засолением.